# Nationale Medizinische Universität Odessa

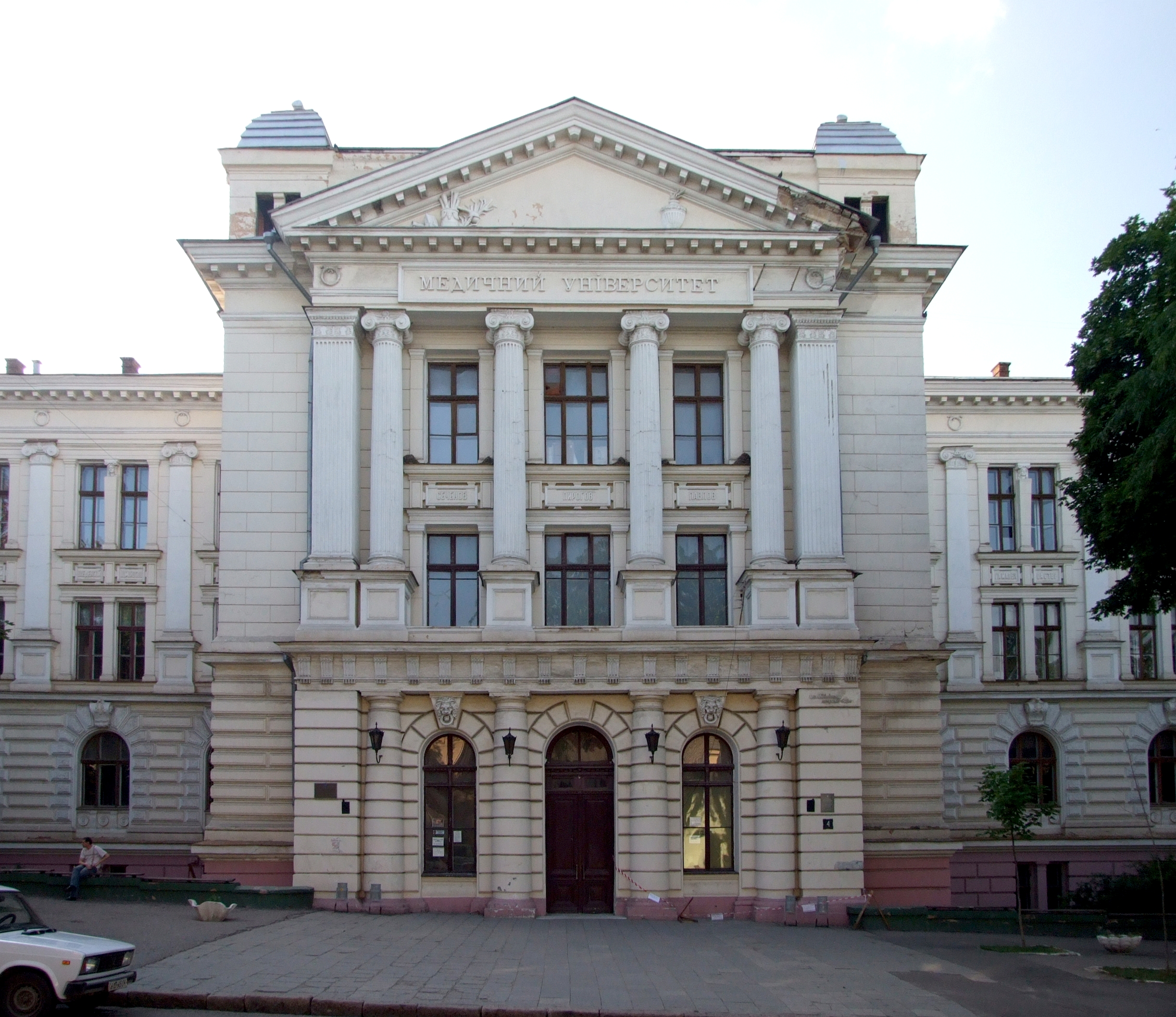
Odessa, Nationale Medizinische Universität, Hauptgebäude

Die Nationale Medizinische Universität Odessa (ukrainisch Одеський національний медичний університет), bis 21. August 2010 Staatliche Medizinische Universität Odessa, ist eine höhere Bildungseinrichtung der Ukraine mit Sitz in Odessa. Die Universität wurde 1900 als Fakultät der Universität Odessa (damalige Kaiserliche Neurussland-Universität), benannt nach Nikolai Pirogow, gegründet.

## Geschichte

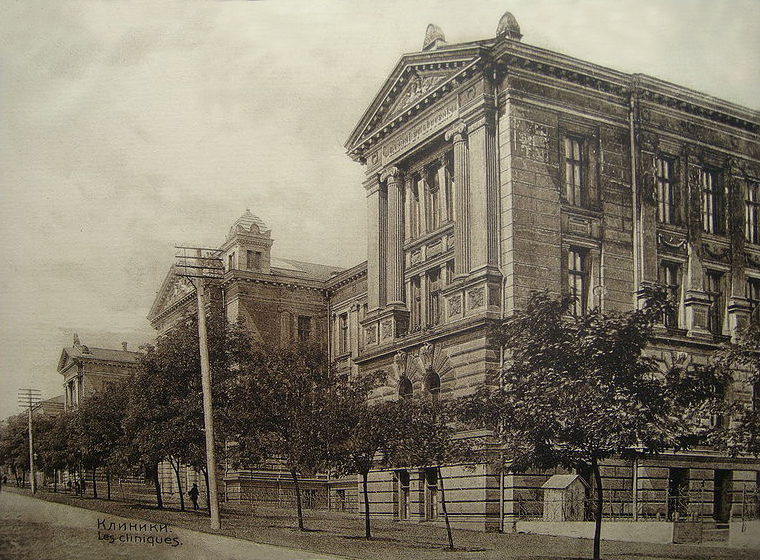
Blick auf das Hauptgebäude der Medizinischen Fakultät zu Beginn des 20. Jahrhunderts. Architekt Mikołaj Tołwiński

Die medizinische Fakultät der Universität Odessa (damalige Kaiserliche Neurussland-Universität), wurde am 1. September 1900 (im alten Stil) eröffnet.
Die Fakultät hatte glänzende Aussichten, weil dort berühmte Wissenschaftler arbeiteten. Insbesondere wurde vor der Eröffnung der Fakultät der Bau der Hauptgebäude und Kliniken abgeschlossen, die nach der neuesten Bau- und Architekturkunst der Zeit errichtet wurden. Diese Fakultät galt zu dieser Zeit als eine der am besten ausgestatteten medizinischen Bildungseinrichtungen des Russischen Reiches.
Der erfolgreiche Start wurde jedoch durch die revolutionären Ereignisse von 1905–1917, den Ersten Weltkrieg und den Bürgerkrieg erheblich gebremst. Erst nach einiger Zeit konnte nach der Zerstörung des alten Systems der langsame Aufstieg des Hochschulwesens auf neuen Grundlagen beginnen.
Im Jahr 1920 wurde die medizinische Fakultät der Universität Odessa in eine unabhängige höhere Bildungseinrichtung umgewandelt – ein Medizinisches Institut Odessa namens Nikolai Pirogow.

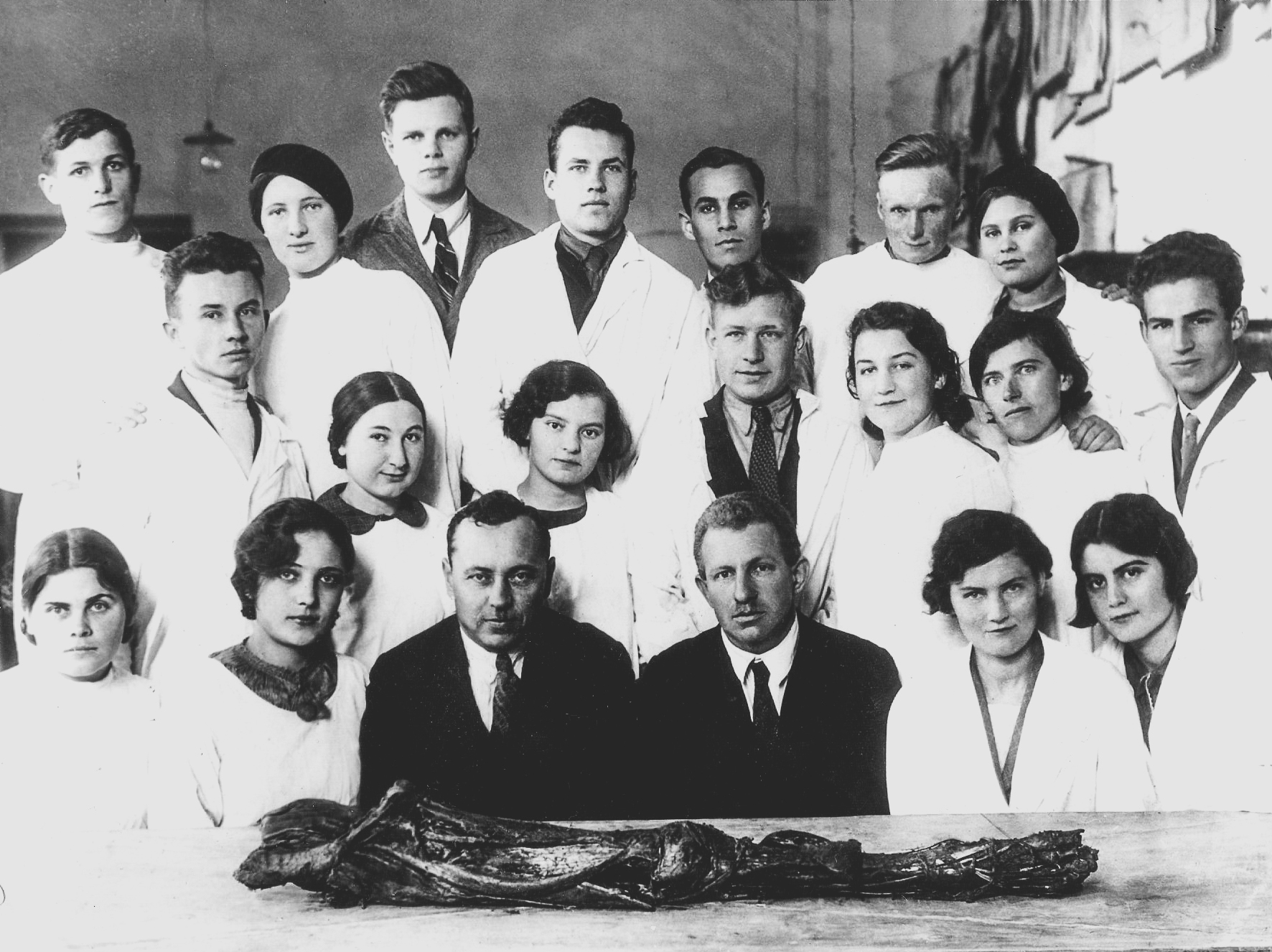
Studenten des Medizinischen Instituts Odessa, Gruppe Nr. 10, Medizinische Fakultät. 1935

In den 1920er Jahren wurden die medizinisch-wissenschaftlichen Fakultäten des Instituts aktiv gegründet und weiterentwickelt:
- Die Therapeutische Schule wurde von Schülern von Sergei Botkin – den Professoren Sergei Levashov und Alexander Walter – gegründet. Ihre Nachfolger waren Leonid Dmytrenko, Mykola Straschesko, Feofil Yanovskij, Mykhailo Yasynovskij.
- Schule für Augenheilkunde, einer der Gründer war Sergej Golovin. Darüber hinaus ist seine Entstehung mit dem Namen des Akademikers Wladimir Filatov verbunden.
- Die Schule der Pathologen, deren Gründer der erste Dekan der Medizinischen Fakultät, Wolodymyr Pidwyssozkyj, war. Seine engsten Assistenten und Schüler waren Oleksandr Bohomolez und Danylo Sabolotnyj, der später die Akademie der Wissenschaften der Ukraine leitete.
- Die Namen des Mikrobiologen Nikolai Gamalija und des Rektors des Instituts, Lev Hromaschewskyj, eines Schülers des Akademiemitglieds Danylo Sabolotnyj, sind in die Geschichte der Wissenschaft eingegangen.
- Im Jahr 1921 wurde am Medizinischen Institut Odessa die erste Abteilung für Infektionskrankheiten in der Ukraine unter der Leitung von Wyjascheslav Stefanskyj gegründet[3].

In den 1990er Jahren, in der unabhängigen Ukraine, erhielt diese Bildungseinrichtung den Status einer Staatlichen Universität.
Am 21. August 2010 wurde der Staatlichen Medizinischen Universität Odessa der Status einer nationalen Universität verliehen und es wurde beschlossen, sie als Nationale Medizinische Universität Odessa zu bezeichnen.

## Moderne
Im Laufe der Jahre der unabhängigen Ukraine hat sich die ONMU zu einer der führenden medizinischen Universitäten entwickelt. Sie ist Mitglied der International und European Association of Universities. Dadurch liegt das Bildungsniveau der Studierenden und die Ausbildung von Fachkräften nahe am Weltstandard. Mit Stand 2022 sind an sechs Fakultäten und 58 Fachbereichen der Universität rund 6.000 Studierende; davon sind 1.300 Staatsbürger aus 52 Ländern. Ausländische Studierende werden auf Russisch, Ukrainisch und Englisch unterrichtet. 250 Doktoranden, Praktikanten, Masterstudenten und klinische Koordinatoren erhalten eine postgraduale Ausbildung.
Die Universität verfügt über 12 Bildungsgebäude mit einer Gesamtfläche von 27.700 m², 608 Klassenzimmer, Büros und Labore. Etwa 3.000 Studierende wohnen in sechs Wohnheimen. Der Buchbestand der Universitätsbibliothek beträgt 800.000 Bücher.
Im Laufe ihres Bestehens hat die Nationale Medizinische Universität Odessa 74.000 Ärzte, 590 Doktoren und etwa 4.000 Kandidaten der Naturwissenschaften ausgebildet. Darunter sind 9.000 Ärzte und mehr als 100 Kandidaten der Naturwissenschaften ausländische Staatsbürger.

## Museen der Universität
Die Universität verfügt über einige Museen, die der Öffentlichkeit und Studierenden zugänglich sind:

### Anatomisches Museum
Das Anatomische Museum ist eines der ältesten professionellen Museen der Ukraine. Es wurde 1900 auf Initiative von Nikolai Batuyev, dem ersten Leiter der Abteilung für Anatomie, gegründet. Das Museum verfügt über mehr als 3.000 Exponate aus den entlegensten Winkeln der Welt. Darunter befinden sich etwa hundert Schädel und mehrere menschliche Skelette – aus verschiedene Länder, Fragmente menschlicher Körper aus ägyptischen Pyramiden und archäologischen Ausgrabungen. Von 1910 bis heute wurden viele Ausstellungen von Universitätsstudenten aufgeführt. Die Museumssammlung wird für den Unterricht von Studierenden der Abteilung für menschliche Anatomie genutzt.

### Pathologisches Museum
Es entstand 1902 aus den Präparaten der Sammlung von Professoren der Moskauer Universität. Später wurde die Museumsausstellung durch Makropräparate ergänzt, die der Abteilung von Pathologen aus Odessa präsentiert wurden. Mittlerweile verfügt das Museum über mehr als 2,5 Tausend einzigartige Exponate, auch für die Studenten verfügbar.

### Historisches Museum
Das Historische Museum entstand Ende der 1980er Jahre, rekonstruiert im Jahr 2000. Zum 100-jährigen Bestehen der Universität spiegelt das Museum die Meilensteine der Entwicklung der Bildungseinrichtung von ihrer Gründung im Jahr 1900 bis heute wider. Die 4.500 in der Ausstellung präsentierten Exponate helfen den Studierenden, den Verlauf der Medizingeschichte zu studieren.

## Gebäude und Campus

Beispiele von Universitätsgebäude
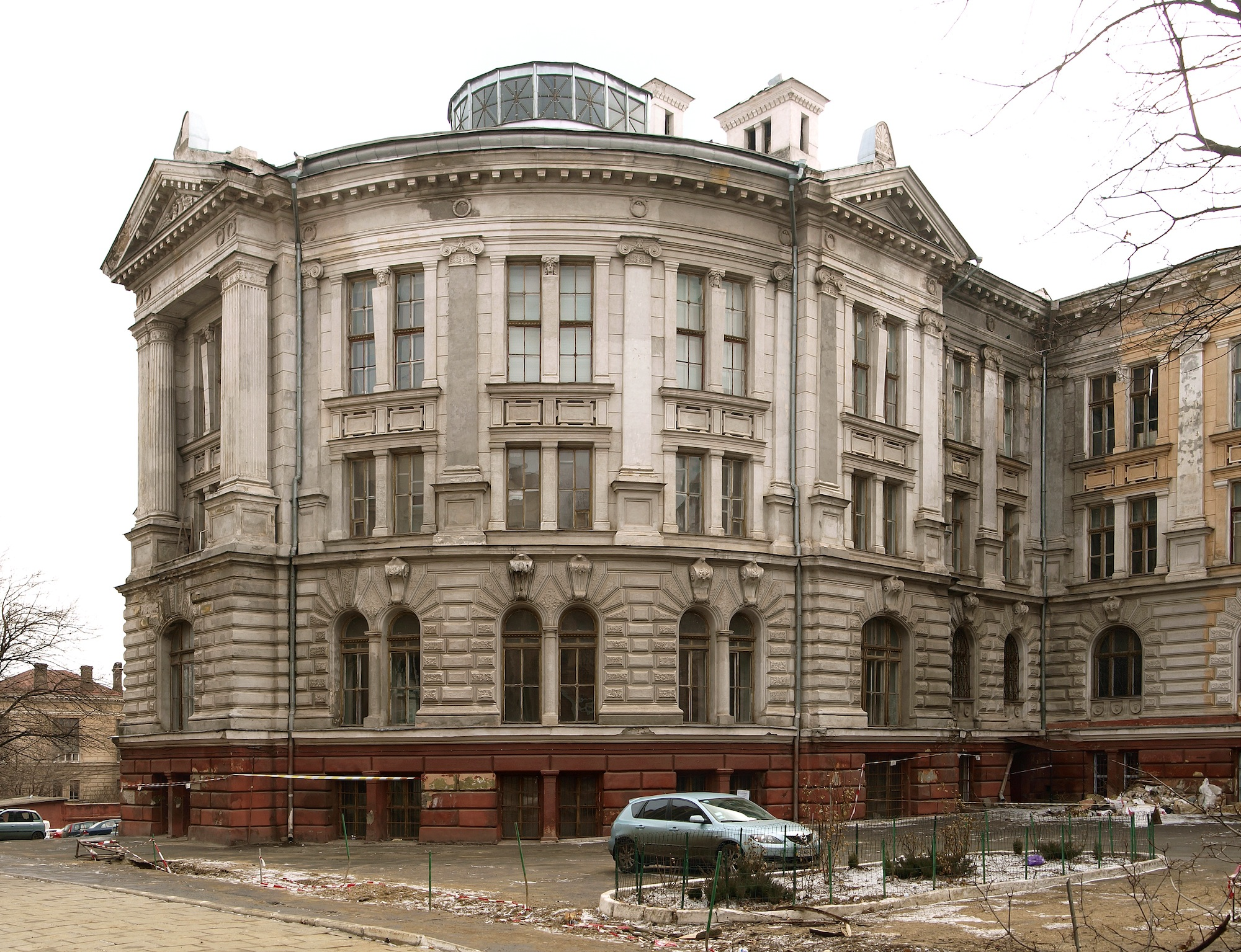
Hauptgebäude
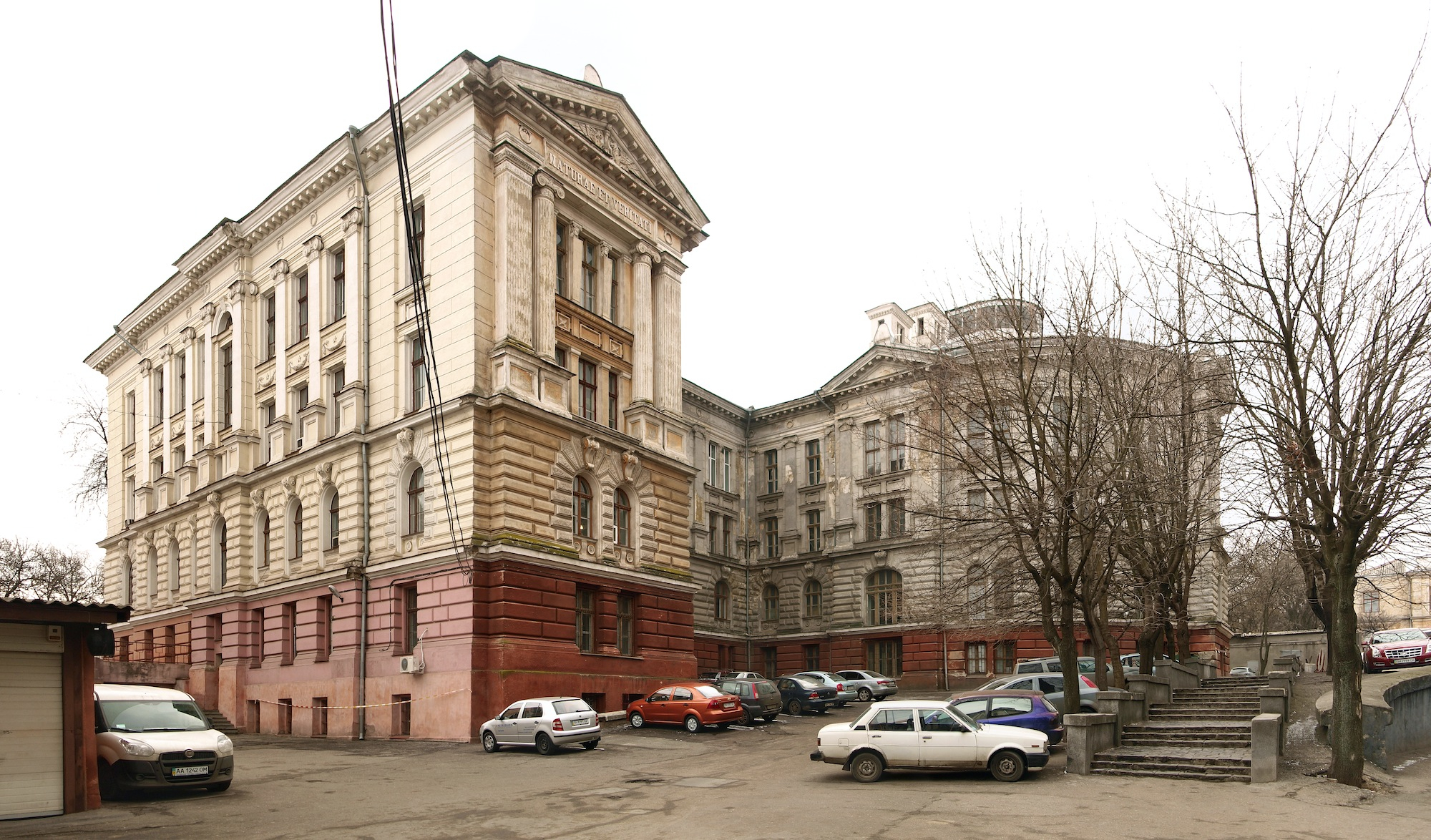
Hauptgebäude
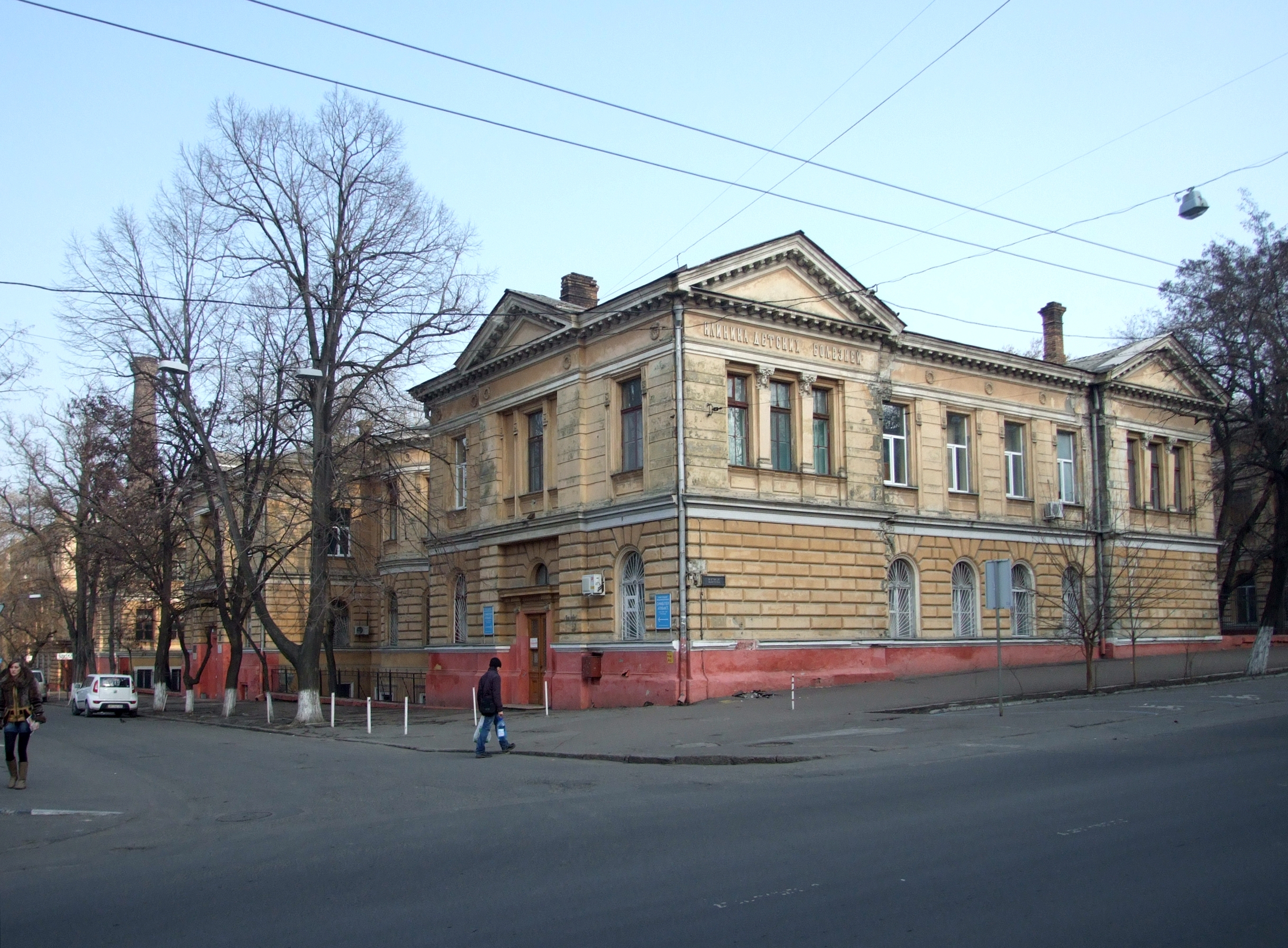
Universitätsklinikum
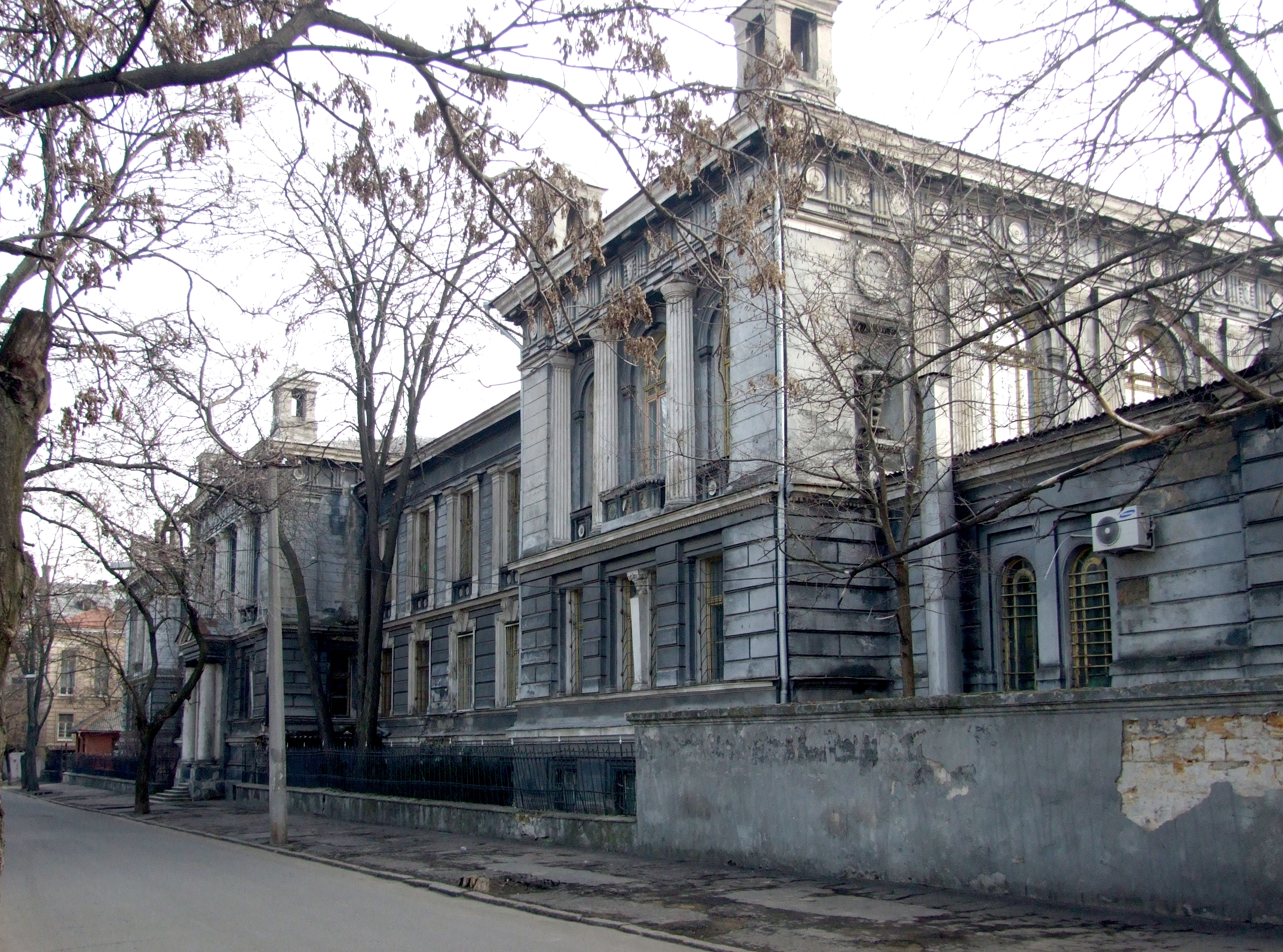
Abteilung für Anatomie
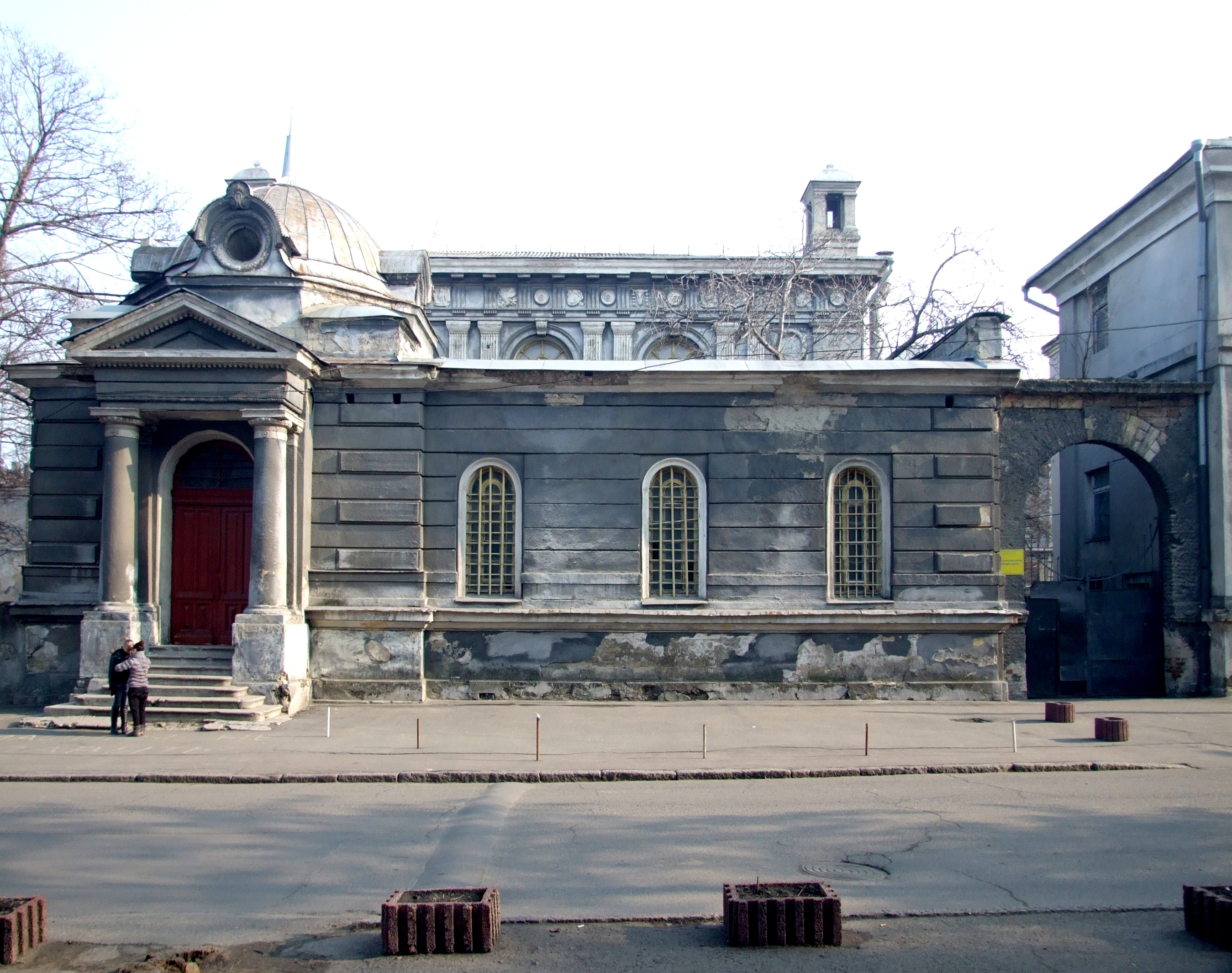
Abteilung für Anatomie
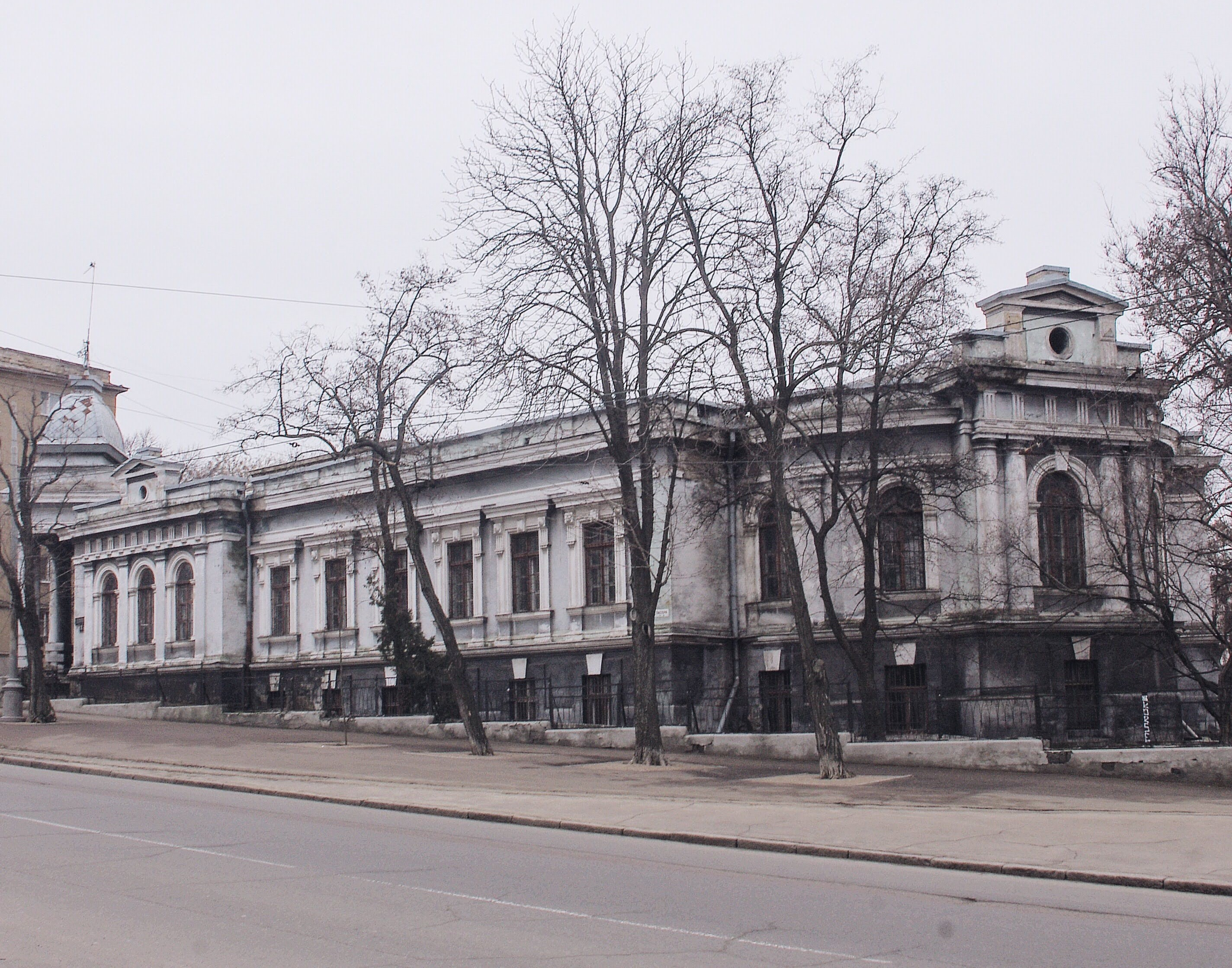
Abteilung für Philosophie, Bioethik und Fremdsprachen

Die Universität verfügt über 43 klinische Abteilungen in 63 medizinischen und präventiven Einrichtungen in Odessa und im Süden der Ukraine.
Die Universitätsbibliothek erstellte einen elektronischen Katalog der gesamten Buch- und Zeitschriftensammlung (mehr als 700.000 Titel), einen elektronischen Bildungsliteraturfonds und stellte den Online-Zugang zu elektronischen Ressourcen bereit.
Das Distance Education Center wurde für eine effektive kontinuierliche berufliche Weiterentwicklung von Ärzten und Apothekern geschaffen.
Viele Universitätsgebäude sind geschützte Baudenkmäler.

## Institute und Fakultäten
Seit 2021 verfügt die Universität über sechs Fakultäten:
- Medizin Nr. 1
- Medizin Nr. 2
- Zahnmedizin
- Pharmazie
- Internationale Fakultät
- Postgraduale Ausbildung

## Belege
1. ↑  Адміністрація університету та керівники підрозділів, auf onmedu.edu.ua
2. ↑  Одеський національний медичний університет (ОНМУ), auf osvita.ua
3. 1 2 3 4 5  Geschichte der Universität. In: Nationale Medizinische Universität Odessa offiziell Website. Abgerufen am 10. November 2023 (ukrainisch).
4. ↑  Beschluss des Präsidenten der Ukraine Nr. 862/2010 – Büro des Präsidenten der Ukraine. 24. August 2010, archiviert vom Original (nicht mehr online verfügbar); abgerufen am 13. November 2023 (ukrainisch).
5. 1 2  Nationale Medizinische Universität Odessa. In: ukrainische Bildung-Portal osvita.ua. 21. Juli 2009, abgerufen am 10. November 2023 (ukrainisch).
6. ↑  Museen der Universität. In: Одеський національний медичний університет. Abgerufen am 24. November 2023 (ukrainisch).
7. ↑  Nationale Medizinische Universität Odessa Bücherhalle elektronische Kataloge. Abgerufen am 10. November 2023 (ukrainisch).